# 無季俳句

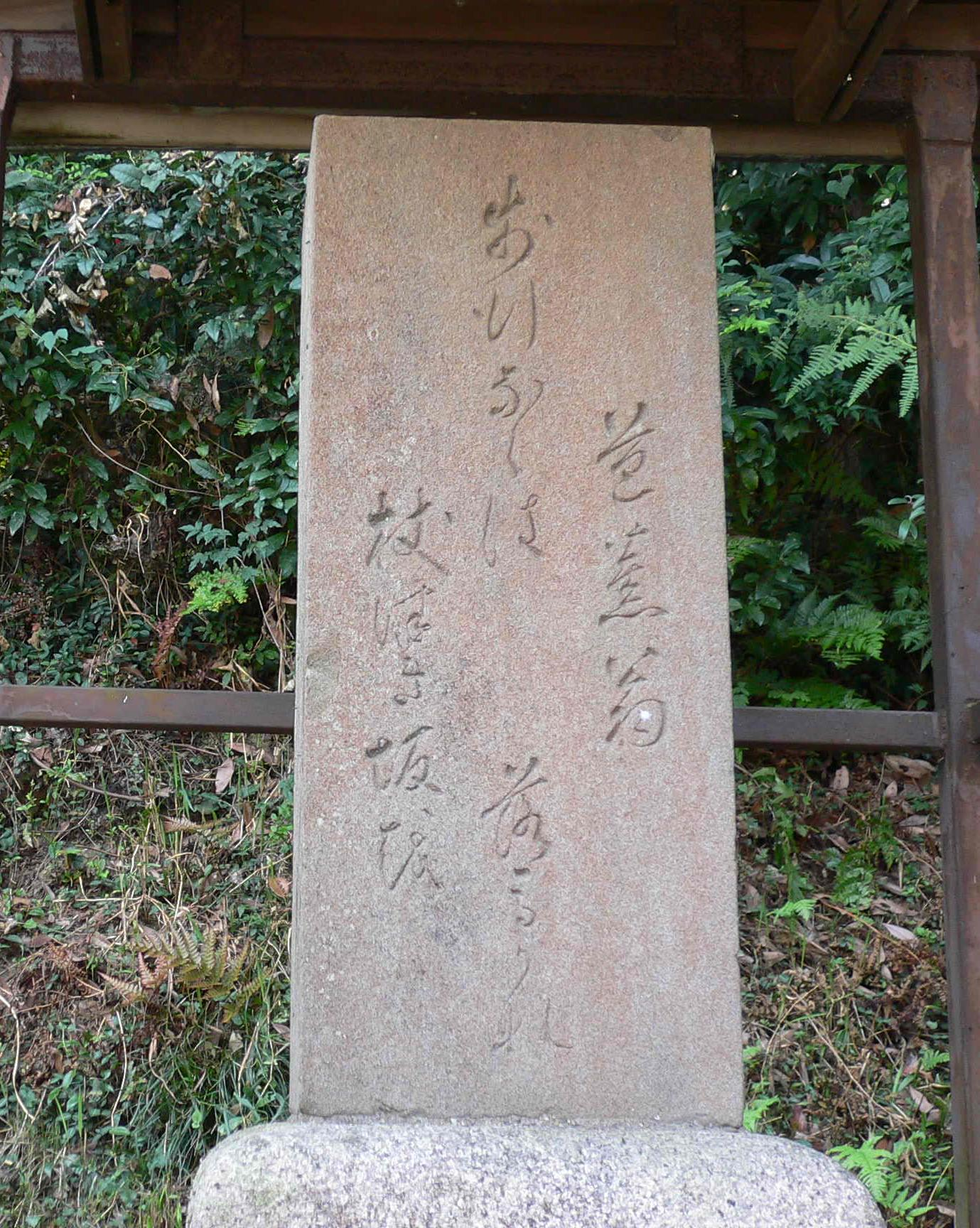
芭蕉の無季句「徒歩ならば杖つき坂を落馬かな」句碑（三重県四日市市杖衝坂）。ヤマトタケルが東征の帰途、傷ついた体を剣を杖代わりにして支えながらこの坂を登ったという伝説を踏まえる。

無季俳句（むきはいく）は、季語を持たない俳句のこと。また季語はあっても季感（季節の感じ）を持たない俳句や、季語の有無を問わず詩感（ポエジー）を第一義とする俳句を含めることもある。「無季」に対し、句が季語・季感を持つことは「有季」（ゆうき）という。
無季の問題は江戸期、松尾芭蕉の時代から議論されてきた難題であった。近世に成立した俳諧（俳諧連歌）においては、連歌の約束事を継承し、発句（ほっく。最初の五七五の句）には必ず季語を入れるべきものとされる一方、連句の座を離れた場においては無季の発句もしばしば作られていた。近代になって独立した発句を俳句と呼ぶようになるが、「ホトトギス」を長く主宰した高浜虚子は、花鳥諷詠を俳句の本質として唱えて無季俳句を排斥し、俳句は季語を含むべきものとする伝統俳句の考えを普及させた。
近代俳句史においては、無季の問題は明治末期から大正期にかけての新傾向俳句運動、昭和初期の新興俳句運動、昭和30年代の前衛俳句運動という三つの俳句革新運動において提示され、時代ともに深まりを見せている。今日の俳壇においても、無季俳句に対する立場は個々の俳人や結社・師系などにより様々である。

## 近世俳諧における無季（雑）
俳句は俳諧（俳諧連歌）の発句が独立して読まれるようになったことから成立した形式であるが、鎌倉時代に成立した連歌においては、発句には必ず季語（季の詞）を入れるべきものとされていた。例えば二条良基の連歌書『連理秘抄』（1349年頃成立）には、「発句に時節の景物そむきたるは返々（かへすがへす）口惜しき事也」と、発句に当座の季節に合わない句を用いることを戒める言葉が記されている。しかし発句以外の部分では一定の式目（ルール）に従って無季の句を詠むことが可能であった。このような無季の句は「雑（ぞう）の句」と呼ばれ、例えば百句で成立する形式の「百韻」では、全体のほぼ半数が雑の句によって占められるのが普通であった。
連歌の発句において季語が求められたのは、これらが「座」の文芸であり、当季の季語を用いて句を作ることが、その席で作られた句であることを示す当意即妙性の証と見なされたからである。近世になって、連歌では用いられない漢語や俗語（俳言（はいごん）と呼ばれた）を使用した俳諧連歌が成立するが、以上のような連歌の決まりごとは俳諧連歌においても継承され、発句において無季の句が詠まれることは非常に稀であった。一方、芭蕉の時代から俳諧連歌の興行とは独立して発句のみを作ったり鑑賞したりすることが行われるようになり、このような発句においては必ずしも多くはないものの無季の句が作られている。芭蕉の門人・向井去来の著書『去来抄』では、門人・卯七からの「蕉門に無季の句興行侍るや」（蕉風では無季の句を発句とした俳諧連歌の興行は行われますか）との質問に対し、去来は次のような返答をしたと記されている。

無季の句は折々あり。興行はいまだ聞かず。先師（引用者注：芭蕉のこと）曰く、発句も四季のみならず、恋、旅、離別等、無季の句もありたきものなり。されどいかなる故ありて、四季のみとは定めおかれけん。そのことを知らざれば、暫く黙しはべるなり。

芭蕉の無季の発句は後掲するものを含む9句が知られている。のちに芭蕉の門人の一人であった広瀬惟然は、無季の発句を当然あるべきものと主張し、『二葉集』『花の雲』『当座仏』などで自身の門人とともに無季の発句を多数発表した。しかし奇矯な作風に流れたことが災いしその主張も広く受け入れられることはなく、以後近世中には無季の句をめぐる運動は起こらなかった。
以下、近世俳諧における無季の発句の例を挙げる。
歩行（かち）ならば杖つき坂を落馬かな　松尾芭蕉

世にふるもさらに宗祇のやどりかな　　　同　　

油さし油さしつつ寝（い）ぬ夜かな　上島鬼貫

歌書よりも軍書にかなし吉野山　各務支考

水さつと鳥よふはふはふうはふは　広瀬惟然

襟にふく風あたらしきこゝちかな　与謝蕪村

亡き母や海見る度（たび）に見る度に　小林一茶

## 俳句の近代化と無季
明治中期、正岡子規は天保以来の宗匠俳句を陳腐に堕した「月並調」として退け、連句から独立した俳句をれっきとした文藝の一分野であると宣言し、写生の方法を機軸として俳句の近代化を進めた。『俳諧大要』（1899年）では、子規は俳句における季語について、その季節に関する広い連想を呼び起こすものであり、俳句という短い形式において必要なものと位置づけ、「四季の聯（連）想を解せざる者は終（つい）に俳句を解せざる者なり」と書いている。その上で無季（雑）の句について、
雑の句は四季の聯想なきを以て、その意味浅薄にして吟唱に堪へざる者多し。ただ雄壮高大なる者に至りては必ずしも四季の変化を待たず。故に間々（まま）この種の雑の句を見る。古来作る所の雑の句極めて少（すくな）きが中に、過半は富士を詠じたる者なり。しかしてその吟唱すべき者、また富士の句なり。
と書き、富士山を詠んだ句なら無季でも構わないだろうという認識を示している。子規自身も富士を詠んだ無季句の実作を試みており、子規の死後にまとめられた句集『寒山落木』（1924-26年）には「不二は朝裾野は暗のともし哉（かな）」「富士の山雲より下の広さかな」といった句が収められているが、いずれも拾遺句・抹消句として収録されているもので成功作ではない。
子規の没後、明治40年（1907年）頃から大正期にかけて河東碧梧桐が新傾向俳句運動を推進し、季語の暗示的な用法や、写実主義の影響のもと、人為を廃して対象に迫るべきことを説いた「無中心論」を展開、結果として定型や季語（季題）・季感は軽視された。碧梧桐自身は季語・季題を捨てることまではしなかったが、この新傾向俳句運動の周辺から、「層雲」主宰の荻原井泉水やその弟子の尾崎放哉、種田山頭火、「試作」（のち碧梧桐に代わり「海紅」主宰）の中塚一碧楼が、それぞれ季語や定型に囚われない句作を提唱し、彼らによってしばしば無季・口語によって作られる自由律俳句の流れが作り出されていった。また自由律は栗林一石路や橋本夢道を中心に、季題に囚われないプロレタリア俳句運動を展開した。
走つてぬれてきて好い雨だという　荻原井泉水

まっすぐな道でさみしい　種田山頭火

入れ物が無い両手で受ける　尾崎放哉

赤ん坊髪生えてうまれ来しぞ夜明け　中塚一碧楼

しんじつたべ酔うた百姓のよろしき雨降り　栗林一石路

べっとりと濡れた今日の賃金が同じだ　橋本夢道
こうした新傾向俳句の広まりに対して、一時俳壇を退いていた高浜虚子は1913年頃に俳壇に復活、季語・定型を重視する立場を表明し「守旧派」を自称した。1928年頃からは「客観写生」の理念に加えて「花鳥諷詠」の理念を説き、俳句とはすなわち季節の風物（花鳥風月）を詠むものであるとして無季俳句を排斥する立場を取る。虚子の主宰する「ホトトギス」の伝統俳句は俳壇の主流となり、これにより「季語を持たないものは俳句ではない」という観念が広まっていった。なお20万を超えると言われる虚子の句の中には無季の句もあり、以下のような数句が確認できるが、いずれも後年になって句集・全集などから削除されたり、別の句に差し替えられたりしている。
虎の皮の褌に居る虱かな　明治32年

祇王寺の留守の扉や推せば開く　大正14年

我に似し人を気おひてけなしけり　昭和5年

雨漏りを指さす人と瓦廊かな　昭和11年

荷物置き上着脱ぎかけ発車待つ　昭和12年

面舵を取りて灯台右舷に見　昭和15年

公園の茶屋の亭主の無愛想　昭和16年

## 新興俳句における無季
上記のように俳壇の主流を占めていた「ホトトギス」の伝統俳句に対し、1931年の水原秋桜子の「ホトトギス」離反を始点として、反伝統・反「ホトトギス」を旗印とした新興俳句運動が起こる。当時の青年層を中心とした新興俳人たちは「ホトトギス」にはない近代的な叙情の表現や社会性の表現を目指し、一句では表現できない主題を連作俳句によって表現しようとしたが、このような連作において同一季語の重複を避ける意識から無季俳句が現われはじめた。こうした動きの中、「天の川」主宰の吉岡禅寺洞は1934年にいち早く無季俳句の容認を宣言し、以後無季俳句は新興俳句の主要な特色のひとつとなっていった。
新興俳人たちの中でも無季に対する立場はさまざまであり、例えば連作を積極的につくり無季俳句が注目されるきっかけをつくった秋桜子や山口誓子たちは無季俳句を認めない立場をとっている。一方無季俳句を作った新興俳人たち（「無季派」と呼ばれた）も、その立場は一様ではなかったが、季語があってもなくてもよく、題材の季感の有無に応じて有季と無季を使い分ける「無季容認派」、季語や季感の有無を問わず句の詩感を第一とする「超季派」に大きく分かれる。前者は日野草城や吉岡禅寺洞、後者は富澤赤黄男や篠原鳳作が代表的な俳人である。（※以下、例句は戦後の作を含む）
一握の砂を滄海にはなむけす　吉岡禅寺洞

見えぬ眼の方の眼鏡の玉も拭く　日野草城

しんしんと肺碧きまで海の旅　篠原鳳作

草二本だけ生えてゐる　時間　富澤赤黄男
また篠原鳳作や渡辺白泉、西東三鬼らは、伝統的な季語に対して「ラグビー」「タイピスト」などの都会的で社会性の強い言葉、「母」「愛」「死」などの詩的なインパクトの強い言葉（詩語）を用いて句作を試みた。1937年に日中戦争が起こると、「無季俳句本来の面目を耀かせる絶好の機会」（三鬼）とされ、季語に対して「戦争」をキーワードとする戦争俳句が新興俳人たちによって積極的に作られた。特に三鬼は内地にいながら戦地の光景を想像して詠む戦火想望俳句を推進し、草城や東京三（秋元不死男）らもこれをつくったが、従軍した俳人による前線俳句（富澤赤黄男、片山桃史）、銃後の生活を題材にした銃後俳句（渡辺白泉、井上白文地）なども多数作られている。
これらの新興俳句運動は1940年、政府からの言論弾圧を受けて終焉に追い込まれるが（新興俳句弾圧事件）、個々の新興俳人の活動は戦後に復活してその流れが受け継がれ、従軍した鈴木六林男、戦火想望俳句を作った三橋敏雄などは戦後も続けて無季による戦争俳句を作り続けた。
兵隊がゆくまつ黒い汽車に乗り　西東三鬼

千人針はづして母よ湯が熱き　片山桃史

銃後といふ不思議な街を丘で見た　渡辺白泉

遺品あり岩波文庫「阿部一族」　鈴木六林男

いつせいに柱の燃ゆる都かな　三橋敏雄

## 戦後の無季俳句
戦後になると俳文学者の潁原退蔵らによって無季俳句の学問的裏づけがなされ、俳句が季語を要するという考えが連歌の約束ごとに由来するもので、俳句形式にとって本来必須の要件ではないといったことが説かれた。実作においては初期には富澤赤黄男らを中心とした「太陽系」「薔薇」などで展開されたが、無季俳句の議論が深まるのは昭和30年代の前衛俳句運動においてである。もともと社会性俳句の流れの中にいた金子兜太は、「創る自分」と呼ぶ主体意識を明確にしながら暗喩的なイメージを獲得することを説き、現代社会に生きる人間の表現を目指した。一方富澤を師とする高柳重信は、多行俳句の実践などによって言語芸術としての俳句表現を志向した。前衛俳句運動はこの二者を中心として展開し、内面意識の表現や新たな詩的感覚を目指す中で折々に無季俳句が作られていった。金子兜太を中心とする流れの中には堀葦男、林田紀音夫、島津亮、八木三日女などの俳人がおり、高柳重信に近い立場の俳人には他に赤尾兜子、加藤郁乎などがいた。
湾曲し火傷し爆心地のマラソン　金子兜太

ぶつかる黒を押し分け押し来るあらゆる黒　堀葦男

鉛筆の遺書ならば忘れ易からむ　林田紀音夫

まなこ荒れ/たちまち/朝の/終りかな　高柳重信

戦どこかに深夜水のむ嬰児立つ　赤尾兜子

雨季来りなむ斧一振りの再会　加藤郁乎
前衛俳句運動は難解化・抽象化に対する批判、前衛俳人同士の対立が起こったこともあり、やがて俳壇に起こった伝統回帰の流れの中で収束していった。その後の1989年、金子兜太編による『現代俳句歳時記』に「無季・ジュニア」の部が作られ、また高柳重信を師とする夏石番矢は、季語による俳句に替わるものとして「キーワード俳句」を提唱、1996年に『現代俳句キーワード辞典』を編んだが、前衛俳句運動以降は無季俳句をめぐる大きな動きは起こっていない。宇多喜代子は1997年「ただ今の無季俳句」という文章で、かつて有季俳句と無季俳句との間にあった二項対立的な関係が現代の俳句では薄れていると指摘した。またその一方で現代の生活の中で伝統的な季語に対する実感が薄れて季語が虚構化しているとし、そのような虚構化された季語で作られた俳句はもはや無季俳句なのではないか、と述べた。坪内稔典は同年の論考「季節と俳句」で、今日の無季俳句は季語が洗練されていくことへの一種の警鐘として意味がありそうだと書いている。
以下、昭和末期以降の無季俳句を現代の作例として挙げる。
雨の朝のたましいにパセリを添えよ　池田澄子

魚くさい路地の日だまり母縮む　坪内稔典

階段を濡らして昼が来ていたり　攝津幸彦

山嶺に弓なりの木木　栄光（ぐらうりや）！　夏石番矢

皿皿皿皿皿皿血皿皿皿　関悦史

歳時記は要らない目も手も無しで書け　御中虫

投函のたびにポストへ光入る　山口優夢

肉体は砂に記憶は言の葉に　堀田季何

立小便も虹となりけりマルキーズ　マブソン青眼